# Dialetto badioto
Il badioto o badiotto (badiot) e il marebbano (maréo) sono dialetti della lingua ladina, un idioma appartenente al gruppo reto-romanzo della famiglia delle lingue indoeuropee. Sono parlati in Val Badia e a Marebbe.

## Esempio
(Un estratto del Padre Nostro)